# Synanthedon geliformis
Synanthedon geliformis is een vlinder uit de familie wespvlinders (Sesiidae), onderfamilie Sesiinae.
Synanthedon geliformis is voor het eerst wetenschappelijk beschreven door Walker in 1856. De soort komt voor in het Nearctisch gebieden het  Neotropisch gebied.